# 앙골라강개구리
앙골라강개구리(학명: Amietia angolensis)는 남아프리카에서 발견되는 개구리의 일종으로, 아프리카황소개구리과에 속한다. 앙골라에서 처음 발견되었으며, 그 외에도 남아프리카공화국부터 케냐까지 광범위한 지역에 서식한다. 천적은 악어·저어새·뱀 종류이다.